# Pulo Brayan Bengkel
Pulo Brayan Bengkel is een bestuurslaag in het regentschap Medan van de provincie Noord-Sumatra, Indonesië. Pulo Brayan Bengkel telt 13.274 inwoners (volkstelling 2010).